# Witte haai
De witte haai (Carcharodon carcharias), ook wel mensenhaai, is de grootste roofvis ter wereld en de enige nog levende soort uit het geslacht Carcharodon.

## Systematische positie
De witte haai behoort net als alle haaien tot de kraakbeenvissen. Het is een van de grootste soorten. Alleen de walvishaai (13 meter), de reuzenhaai (10 meter) en de Groenlandse haai (7 meter) worden langer. De witte haai behoort tot de groep makreelhaaien (Lamniformes). Deze hebben geen knipvlies, en een rolvormige spiraalklep. De familie Lamnidae waartoe de witte haai behoort, bestaat uit veruit de meest gespecialiseerde haaien en neemt in vele voedselketens de positie van toppredator in.

## Verspreiding
De witte haai heeft een kosmopolitische verspreiding met een sterke voorkeur voor kustwateren van de gematigde zones. Alleen de koude wateren rondom de polen worden gemeden. Hij heeft een voorkeur voor wateren in de buurt van kolonies van zeeleeuwen, zoals de zuidkust van Australië, de zuidkust van Afrika en sommige eilanden langs de westkust van Noord-Amerika. In Europa komt de haai voor in de Middellandse Zee voornamelijk rond Italië, de Franse kust van de Languedoc en rondom de grotere eilanden, en verder oostelijk tot in de Adriatische Zee (zij het sporadisch), daarnaast in de Golf van Biskaje (ook langs de Franse kust tot aan de punt van Bretagne). Er is één niet bevestigde waarneming van een witte haai in de Noordzee, nabij een olieplatform. Het leefgebied bestaat voornamelijk uit kustwateren, tot op een diepte van 1000 meter.
De witte haai wordt weinig waargenomen. Mede doordat de jachtgebieden afgelegen zijn, kan men de soort moeilijk bestuderen in zijn natuurlijke omgeving. Door gerichte commerciële bevissing en het sportvissen op deze haai, staat de soort op de Rode Lijst van de IUCN als kwetsbaar.

## Kenmerken
De witte haai heeft een massief, spoelvormig lichaam en een stompe snuit. De bek is breed en heeft karakteristieke driehoekige tanden met gezaagde randen. De eerste rugvin is zeer lang en hoog. De borstvinnen zijn breed en sikkelvormig. De staartsteel heeft een lange kiel. De staartvin is sikkelvormig, met vrijwel gelijke lobben. Op de rug is hij blauwgrijs van kleur, de flanken zijn lichter. Er is een scherpe overgang naar de witte buik. Het kleurenpatroon van de witte haai is kenmerkend voor countershading: een vorm van camouflage waarbij de schaduwwerking herkenning van de haai bemoeilijkt. Van opzij gezien vervagen zijn contouren. Van bovenaf is hij lastiger te onderscheiden van het donkere dieper water, van onderaf van het lichtere wateroppervlak.
De maximale lengte en het gewicht van de witte haai wordt in de media soms overdreven. Dit is te wijten aan waarnemingen die later onjuist bleken te zijn, zoals een exemplaar uit Port Fairy (Australië) dat een lengte van 11 meter zou hebben bereikt. Na een latere vergelijking met de geconserveerde schedel bleek dat de haai een lengte van ongeveer 5 meter moet hebben gehad.
De witte haai wordt gemiddeld ongeveer 4 tot 5 meter lang en zo'n 680 tot 1100 kilo zwaar. De maximale afmetingen zijn ongeveer 5 tot 6 meter en het maximale gewicht bedraagt ongeveer 2000 kilo.
De maximaal vastgestelde levensduur van de witte haai loopt in diverse studies ver uiteen. Ouder onderzoek stelde de leeftijd van het oudste exemplaar vast op 23 jaar. Later onderzoek kwam uit op een leeftijd van 73 jaar voor de oudste haai.

## Anatomie en fysiologie
De witte haai heeft twee grote laterale spieren, die van kieuw naar staart lopen. De twee spieren werken afwisselend: als de ene spier ontspant trekt de andere samen. De haai kan snelheden bereiken van 25 km per uur met pieken tot 40 km per uur.
Ook beschikt de witte haai over een zeer grote lever die zowel dient voor het metabolisme als voor regulering van het drijfvermogen.
De witte haai en zijn verwanten – de mako, voshaai en haringhaai – worden als warmbloedig beschouwd, wat wil zeggen dat ze hun lichaamstemperatuur op een hogere waarde kunnen houden dan die van het omringende water. De warmte wordt geproduceerd door de lever en door spierbewegingen van het zwemmen, en het grote lichaamsvolume en daardoor een lage oppervlak/inhoud ratio, houdt beter warmte vast. Ook de lederschildpad kent dit principe.
Het onderste deel van het netvlies van de witte haai bevat de hoogste dichtheid fotoreceptoren, wat betekent dat ze het scherpst kunnen zien boven zich. Dit is vermoedelijk omdat haaien het liefst vanuit dieper water aanvallen dan waar hun prooi zich bevindt. Verder zijn witte haaien kleurenblind, omdat hun ogen slechts één type kegelcel bevat. De haai ziet slechts groentinten. Tijdens een aanval rolt de witte haai de ogen naar binnen ter bescherming, ongeveer twee seconden voor fysiek contact met zijn prooi.
Witte haaien maken gebruik van elektroreceptie om hun prooien te detecteren. Hierdoor kunnen witte haaien in het donker jagen. Ook kan de hartslag van een prooi, die verstopt ligt onder het zand, opgemerkt worden. Kleine gaten in hun huid openen Ampullen van Lorenzini (elektroreceptoren) waarmee ze elektrische velden en temperatuurgradiënten kunnen opmerken. Een witte haai kan elektrische spanning opmerken van één miljardste volt.

## Voortplanting
De witte haai is eierlevendbarend. De haai produceert wel eitjes, maar deze komen in het moederlichaam uit en de jongen groeien nog een tijd door voor ze geboren worden. Na een jaar zijn ze al twee meter lang. De broedplaats van de populatie van grote witte haaien in de Noord-Atlantische Oceaan ligt in de wateren voor het Amerikaanse Long Island, meer bepaald in de omgeving van Montauk.

## Leefwijze
Witte haaien kunnen grote afstanden afleggen, zo heeft men door het plaatsen van merktekens en satellietzendertjes kunnen vaststellen. Zo zijn bijvoorbeeld witte haaien van het eiland Isla Guadalupe in Mexico gesignaleerd bij de Faralloneilanden van Californië en zelfs op een afstand van 3800 kilometers in Maui, Hawaï.
Het dier moet constant blijven zwemmen om zijn zuurstoftoevoer via de kieuwen op peil te houden. In baaien waar de golven het water zeer zuurstofrijk maken, kan het dier voldoende zuurstof opnemen zonder te zwemmen.

## Voedsel

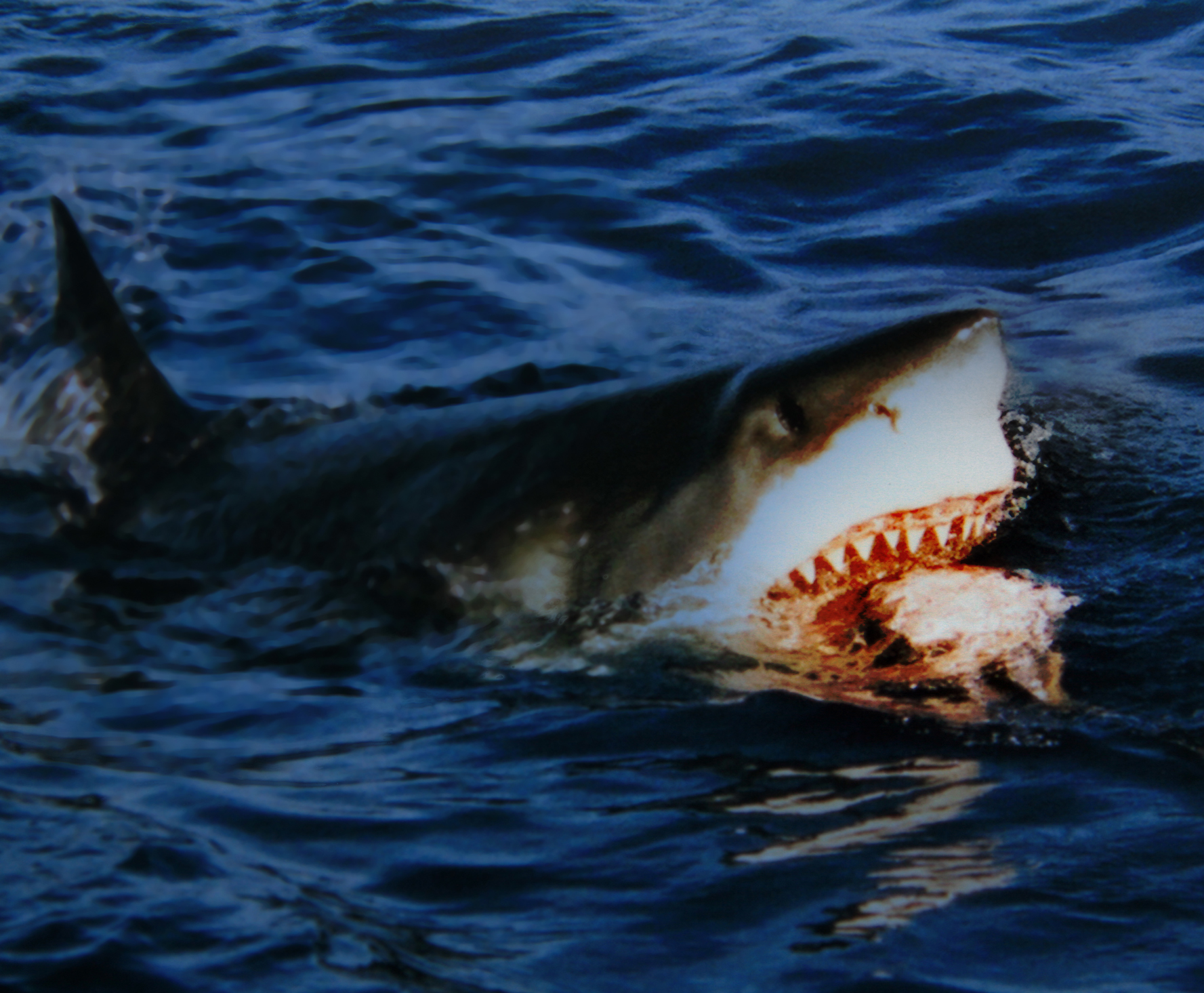
Een etende witte haai.

Een volwassen exemplaar jaagt voornamelijk op grote prooien. Lievelingskostjes zijn tonijn, makreelachtige vissen en zwaardvissen. Af en toe worden echter ook zeeroofdieren als zeehonden en zeeleeuwen, dolfijnen of kleinere haaien gegeten. De haai jaagt meestal alleen, maar wanneer er een bloedspoor in het water drijft, kunnen meerdere haaien samen toestromen. Hij jaagt door ineens, vanuit het niets, op de prooi af te zwemmen. De witte haai heeft zeer gevoelige geurzintuigen en ruikt een druppel bloed in 4,6 miljoen liter zeewater. Wat hij eet hangt af van de watertemperatuur en de prooien die er op dat moment aanwezig zijn. Hij kan lange tijd zonder voedsel.
Het dieet van de witte haai verandert als hij ouder wordt. Jonge haaien van circa 2-3 meter lang eten voornamelijk vis, terwijl oudere haaien van ca. 4 meter lang grotere dieren zoals zeehonden en zeeleeuwen aanvallen. Ze worden vaak gesignaleerd in de buurt van robbenkolonies, waar ze zowel op jonge als volwassen dieren jagen. Bij de aanval benadert de witte haai zijn prooi van onderaf (het kan gaan om een verticale of horizontale benadering), bijt toe en trekt zich dan weer terug.
Een bekend jachtgebied van de witte haai is Seal Island, False Bay in Zuid-Afrika.
Uit onderzoek hier verricht is gebleken dat de haai meestal in de vroege ochtend jaagt op de daar aanwezige robben en dan het grootste succespercentage heeft (ongeveer 50%).

## Specifieke aanpassingen

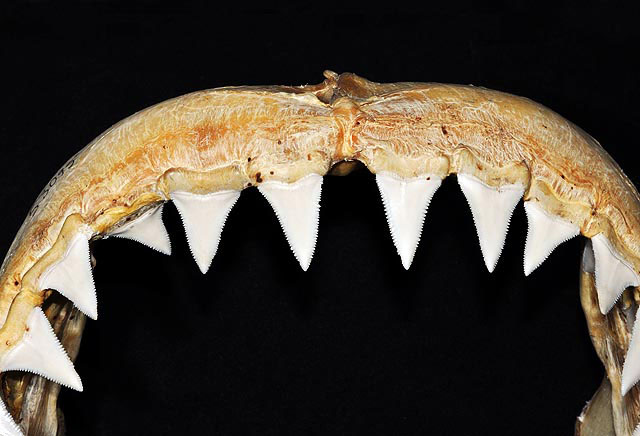
Tanden van bovenkaak

De tanden van een witte haai zijn driehoekig en hebben een gezaagde rand. Ze kunnen tot 7,5 cm lang worden. Een haai kan drie of vier rijen tanden hebben, die altijd scherp zijn doordat de tanden regelmatig worden vervangen. Als er een tand uitvalt of afbreekt, groeit er een nieuwe achter de verloren of kapotte tand.
Om zijn prooi te vinden heeft een haai in zijn neus een speciaal orgaan dat rijk is aan zenuwen, de Ampullen van Lorenzini. Hiermee kan hij elektromagnetische impulsen van prooien opvangen. De haai kan hiermee over grote afstanden organismen waarnemen.
Bij de witte haai heeft men het verschijnsel tonische immobiliteit kunnen waarnemen. Dit is te zien als de haai door een duiker over de snuit wordt gestreeld. De haai lijkt dan in een soort trance of verstijving te geraken. Het is vaker bij vrouwtjes dan mannetjes waargenomen.

## Relatie tot de mens

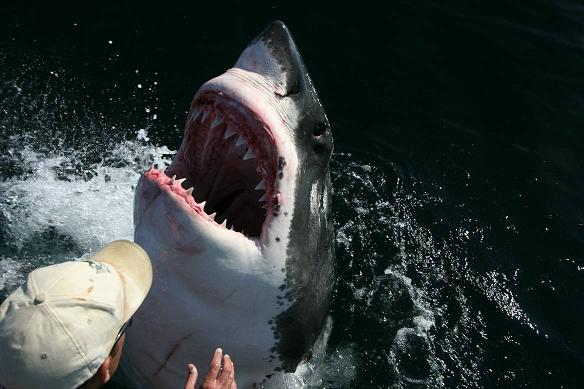
Witte haai laat zijn tanden zien.

Uit de periode van 1580 tot 2008 zijn er 244 niet uitgelokte aanvallen bekend, waarvan 65 met dodelijke afloop volgens de ISAF. Samen met de stierhaai en de tijgerhaai behoort de witte haai in dat opzicht tot de gevaarlijkste haaiensoorten. De kans op een aanval door een witte haai is overigens nog steeds klein, en de mens behoort niet tot zijn natuurlijke prooien.
De angst voor, en het gevaar van, de witte haai is mede een gevolg van boeken en sensationele films, waarvan Jaws (1975) wellicht de bekendste is. De witte haai jaagt niet actief op mensen, maar verwart soms surfers met prooidieren als zeehonden. Bijna 75% van alle confrontaties tussen mens en witte haai eindigt zonder dodelijke afloop, al kunnen de gevolgen ingrijpend zijn, van diepe vleeswonden tot amputatie van ledematen.

## Jaws

Verschillende haaien, van groot naar klein Megalodon (maximale grootte), Megalodon (minimale grootte), walvishaai, witte haai.

Rond de film Jaws (1975) ontstond indertijd veel commotie omdat de film een verkeerd beeld van de witte haai gaf. De film liet veel dingen zien die niet mogelijk waren en dingen die haaien nooit zouden doen. Het idee van de witte haai als een niets en niemand ontziende vreetmachine blijkt niet te kloppen. Peter Benchley, de auteur van het boek waarop de film is gebaseerd, zei later het negatieve effect van de film te betreuren.
Het komt niet vaak voor dat een witte haai een mens aanvalt. In de tweede helft van de vorige eeuw zijn er nog geen 40 aanvallen met dodelijke afloop geweest. Daarnaast zijn er op veel plaatsen waar de haaien voorkomen netten geplaatst om zowel de haaien als de mensen niet in gevaar te brengen. Bovendien denken steeds meer wetenschappers dat veel van de aan de witte haai toegeschreven aanvallen op mensen in werkelijkheid aanvallen door andere grote haaiensoorten zijn, zoals de stierhaai en witpunthaai.

## Beschermde status
De witte haai is een beschermde diersoort in de wateren rond Australië, Zuid-Afrika, Namibië, Israël, Malta en de Verenigde Staten. De wetgeving is streng, maar de handhaving is problematisch omdat er een lucratieve zwarte markt bestaat voor de kaken, tanden en vinnen van de witte haai. In sommige landen zoals Australië is de handel in producten afkomstig van de witte haai verboden. In 2000 mislukte een poging tot het instellen van een internationaal handelsverbod in het kader van CITES. Wel is de witte haai opgenomen in een internationaal verdrag ter bescherming van trekkende dieren (CMS) en staat de soort op de Rode Lijst van de IUCN als kwetsbare soort.

## Wittehaaientoerisme
In gebieden waar de witte haai nog veel voorkomt, worden expedities georganiseerd waarbij toeristen witte haaien vanuit de boot, of onder water vanuit speciale kooien kunnen filmen of fotograferen. De haaien bevinden zich op deze plekken vaak in de buurt van zeeleeuwenkolonies. Zij worden daarbij eerst aangelokt met een speciaal mengsel van dode visresten dat overboord wordt gelepeld, ook wel chumming genoemd. In deze gebieden is de jacht op de witte haai verboden, en betekent het 'wittehaaientoerisme' een aardige bron van inkomsten. De zuidkust van Australië, Zuid-Afrika in de buurt van Dyer-Island (Gansbaai), en Isla Guadalupe in Mexico zijn plekken waar dergelijke expedities worden georganiseerd.

## Sprongen uit water

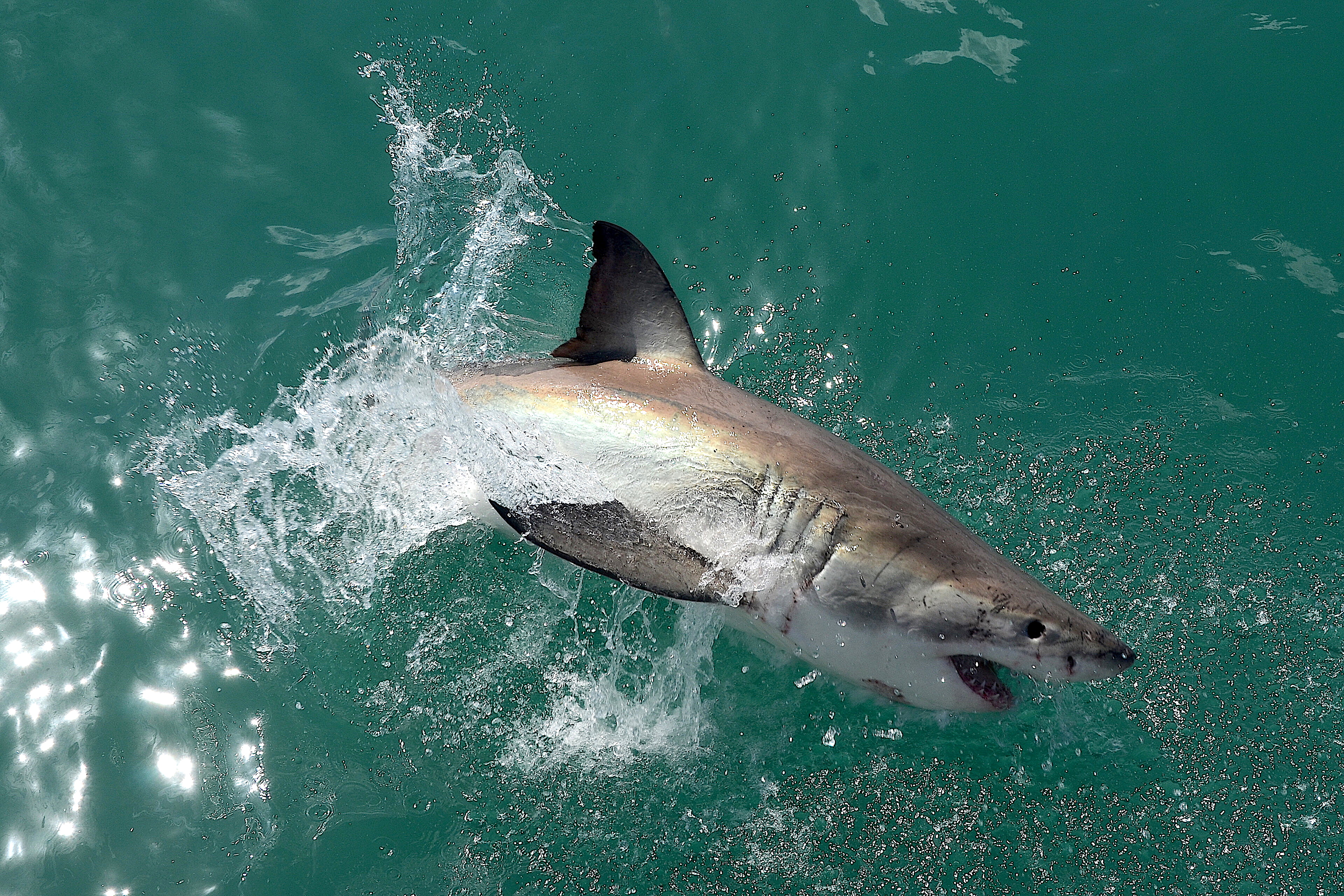
Breaching

Witte haaien maken soms enorme sprongen uit het water. Dit wordt ook wel breaching genoemd. Chris Fallows en Rob Lawrence hebben in Zuid-Afrika bij Kaapstad dit spectaculaire gedrag waargenomen, en voor Discovery Channel in de film Air Jaws vastgelegd. De haaien bewegen hierbij met een snelheid van ongeveer 40 km per uur vanaf een diepte van 20 meter naar de oppervlakte, waarna zij uit het water breken. Dit gedrag hangt vermoedelijk samen met de wijze waarop witte haaien prooien aan de oppervlakte verrassen.

## Vangst
Met name in Australië is er geruime tijd intens jacht op de witte haai gemaakt. Hij is gewild om zijn vinnen, die in haaienvinnensoep worden gebruikt. De tanden van haaien worden als souvenir gebruikt, de huid wordt voor de vervaardiging van leer gebruikt (vroeger als schuurpapier) en de olie van de lever wordt in de cosmetica gebruikt. Het vlees van de haai wordt niet erg gewaardeerd omdat er ureum in zit. Witte haaien zijn een zeer gewilde vangst voor hobbyvissers. In de sportvisserij is ooit een exemplaar van 1208 kilo aan land gebracht. Sinds april 2007 zijn witte haaien volledig beschermd binnen 200 zeemijlen uit de kust van Nieuw-Zeeland, en ook tegen vangst door vissersboten uit Nieuw-Zeeland buiten deze wateren.